# Litmanowskie Skałki

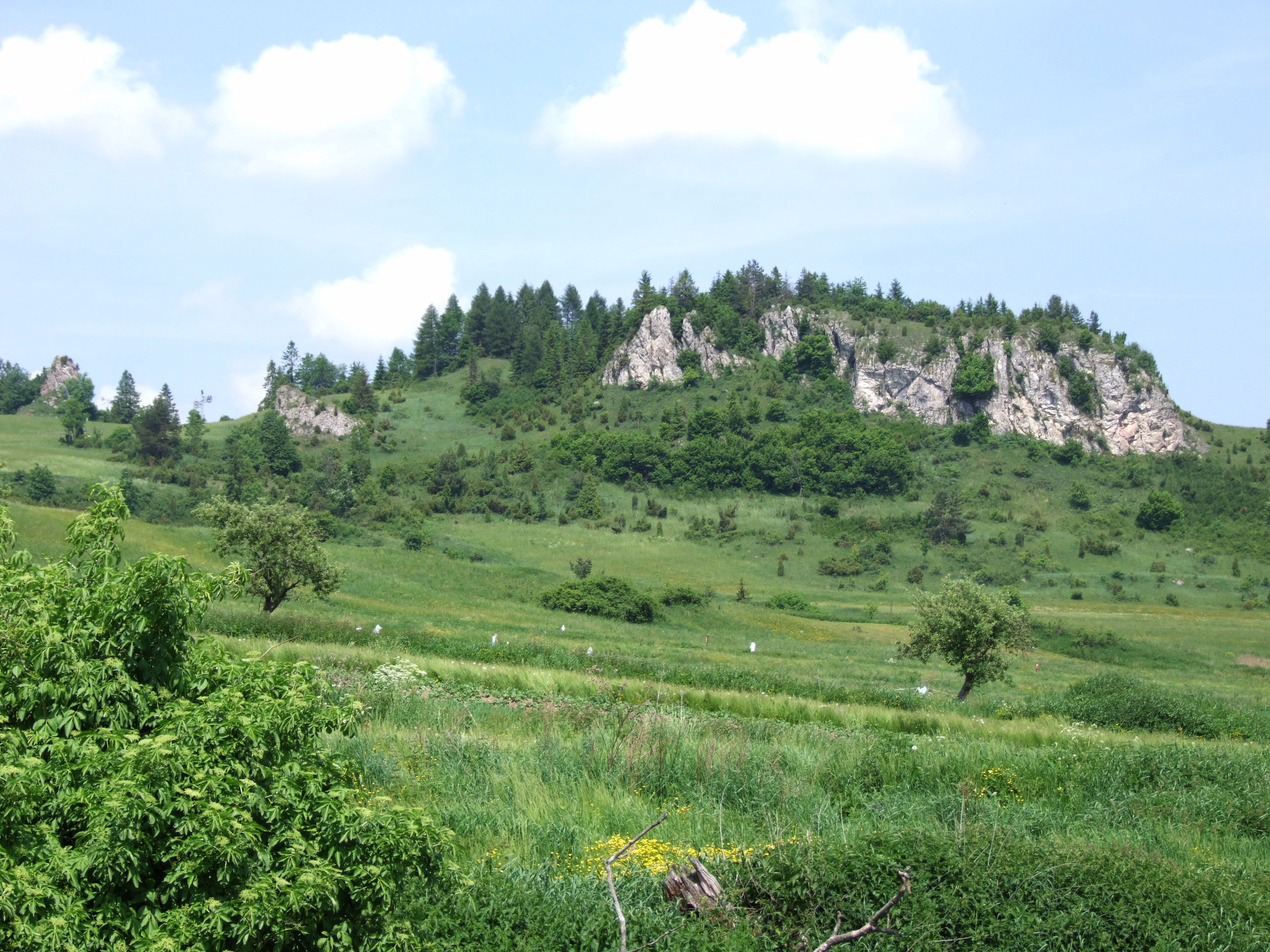
Zachodnia grupa Litmanowskich Skałek

Litmanowskie Skałki (słow. Litmanovské skalky) – pas skał w słowackiej miejscowości Litmanowa w powiecie Stara Lubowla, tuż poniżej ujścia potoku Rozdziel do potoku Wielki Lipnik. Są to skały węglanowe sukcesji czertezickiej, uznawane za jedno z najlepszych odsłonięć tej sukcesji. Mają wysokość około 15 m. Znajdują się w grzbiecie opadającym w południowo-wschodnim kierunku z masywu Faklówki. Spływający w południowo-zachodnim kierunku potok Wielki Lipnik (w polskim piśmiennictwie nazywany często Litmanowskim Potokiem) dokonał w nich przełomu, rozcinając je na dwie grupy; zachodnią i wschodnią. Ponieważ dolinę tego potoku uznaje się za granicę między Małymi Pieninami a Górami Lubwelskimi (Ľubovnianska vrchovina), w polskiej regionalizacji z 2018 r. zaliczanymi do Pogórza Popradzkiego. Skałki te znajdują się więc w dwóch mikroregionach; zachodnie należą do Małych Pienin, wschodnie do Gór Lubowelskich. Pod względem geologicznym zaliczane są do Pienińskiego Pasa Skałkowego.
Zachodnia grupa Litmanowskich Skałek znajduje się wśród łąk, nieco w oddaleniu od łożyska Wielkiego Lipnika, natomiast grupa wschodnia w postaci stromych ścian wznosi się tuż przy jego łożysku i sąsiaduje z zabudowaniami Litmanowej.

## Szlaki turystyczne
Do Litmanowskich Skałek dochodzi i kończy się tutaj żółty szlak turystyczny z polskich Jaworek przez Białą Wodę i przełęcz Rozdziela (czas przejścia 2:30 h). W lewo, w górę, wzdłuż Wielkiego Lipnika prowadzi droga do Sanktuarium Matki Boskiej Litmanowskiej (czas przejścia ok. 30 min).